# Dallas (песня Steely Dan)
«Dallas» — первый сингл группы Steely Dan. Он не был включён в трек-лист дебютного альбома группы Can't Buy a Thrill, но позже появился на сборнике группы 1978 года Steely Dan. Он был перезаписан группой Poco для своего альбома Head Over Heels 1975 года.

## Участники записи
- Дональд Фейген – электропианино, пианино, бэк-вокальные партии
- Уолтер Баккер – бас-гитара
- Джефф Бакстер – pedal steel guitar, гитарные партии
- Джим Ходдер – ударные, перкуссия, основной вокал
- Дэвид Палмер – бэк-вокальные партии
- Тим Мур – бэк-вокальные партии